# NGC 5050
NGC 5050 é uma galáxia espiral (S0-a) localizada na direcção da constelação de Virgo. Possui uma declinação de +02° 52' 45" e uma ascensão recta de 13 horas, 15 minutos e 41,6 segundos.
A galáxia NGC 5050 foi descoberta em 30 de Abril de 1864 por Albert Marth.